# Bucco noanamae
Bucco noanamae е вид птица от семейство Bucconidae. Видът е почти застрашен от изчезване.

## Разпространение
Видът е разпространен в Колумбия.